# Josep Vallès i Ribó
Josep Vallès i Ribó (1873-1936) fue un farmacéutico, periodista, editor y maestro español.

## Biografía
Figura destacada de la farmacia en Cataluña, nació el 16 de febrero de 1873. Obtuvo el título de Doctor en Farmacia por la Universidad de Barcelona, donde se desempeñó más tarde como docente en la Facultad de Farmacia (en la cátedra de farmacia práctica, tuvo el cargo de profesor auxiliar del doctor Enrique Soler y Batlle). Fue académico correspondiente de la Real Academia de Medicina y Cirugía de Barcelona, secretario del Colegio de Farmacéuticos de Barcelona, miembro del cuerpo de redacción de «Revista de farmacia», corresponsal en Barcelona de la revista decenal «La farmacia moderna», tesorero de la Asociación Española de la Prensa Técnica y Profesional, de la Associació Catalana de Periodistes Tècnics y socio de la Associació General de  Metges de Llengua Catalana. Entre 1910 y 1936 dirigió la revista quincenal «El restaurador farmacéutico» (fundada en 1844 por Pedro Calvo Asensio). Fungió como vocal en la segunda Asamblea de la Prensa Médica Española y recibió el nombramiento de subdelegado de Sanidad de Farmacia del distrito 7 de Barcelona. Entre 1922 y 1934 fue director técnico del Laboratorio Opoterápico y Biológico Fher. Creó la Agencia para el Registro de Especialidades Farmacéuticas de J. Vallès y Ribó S. C., conectada con la subdelegación de Sanidad del Ministerio de Madrid, encargada de controlar las especialidades que iban apareciendo. Como responsable personal de 52 vacunas y 5 sueros, Vallès i Ribó tuvo una importante participación en el desarrollo barcelonés de dichos medicamentos, logrando que el laboratorio Fher fuese segundo lugar en España (tras el laboratorio Hermes) en número de registros de vacunas y sueros. A él se debe la preparación de la vacuna broncopulmonar por ingesta Bronquil.     
Fue amigo y biógrafo del doctor Salvador Andreu i Grau, pionero en la industria farmacéutica española.
Josep Vallès i Ribó  se casó con Rita Ventura Mateu, con quien tuvo cuatro hijos: Joan, Josep Maria, Mariàngela y Jordi. Este último llegaría, a su vez, a ser un reconocido escritor y médico; mientras el segundo, también farmacéutico, en 1927 sería nombrado inspector de géneros medicinales de la aduana de Puigcerdá, dirigiría luego el Laboratorio de Análisis Clínicos del Dr. Vallès i Ribó (ubicado en Barcelona en la Calle de Mallorca 253) y, más tarde, fundaría en México los Laboratorios Andrómaco.     
El doctor Josep Vallès i Ribó  falleció el 22 de octubre de 1936.

## Obra escrita
Vallès i Ribó fue autor de varios artículos periodísticos y científicos, publicados en revistas especializadas de la época, principalmente en «El restaurador farmacéutico». Escribió «Breve reseña histórica del antiguo Colegio de Farmacéuticos de Barcelona», memoria leída en la sesión inaugural del nuevo edificio, celebrada el día 16 de septiembre de 1906. De su pluma también surgió una biografía de Salvador Andreu. Es el prologuista de «Relación de las especies vegetales que se encuentran en una comarca o partido farmacéutico que comprende el término municipal de Revenga de Campos» (¿1917?) de Bernardino Rojo González. En 1918 compuso la tesis «Estudio de la obtención de la maltina, amilasa o diastasa en el laboratorio farmacéutico».
El «Diccionario biográfico y bibliográfico de autores farmacéuticos españoles» de Rafael Roldán Guerrero, obra clave sobre la historia de la farmacia en España, le dedica una entrada.